# Sparkasse Baden-Baden Gaggenau
Die Sparkasse Baden-Baden Gaggenau ist eine öffentlich-rechtliche Sparkasse mit Sitz in Baden-Baden.

## Organisationsstruktur
Die Sparkasse Baden-Baden Gaggenau ist eine rechtsfähige Anstalt des öffentlichen Rechts und betreibt grundsätzlich alle banküblichen Geschäfte soweit es das Sparkassengesetz von Baden-Württemberg, die aufgrund dieses Gesetzes erlassenen Rechtsverordnungen oder die Satzung der Sparkasse vorsehen.
Träger der Sparkasse sind die Städte Baden-Baden, Gaggenau und Kuppenheim sowie die Gemeinde Bischweier. Als selbstständiges Wirtschaftsunternehmen verfolgt die Sparkasse das Ziel, auf Grundlage der Markt- und Wettbewerbserfordernisse vorrangig in ihrem Geschäftsgebiet den Wettbewerb zu stärken und die angemessene und ausreichende Versorgung aller Bevölkerungskreise, der Wirtschaft und der öffentlichen Hand mit geld- und kreditwirtschaftlichen Leistungen auch in der Fläche sicherzustellen.

## Geschäftszahlen
Die Sparkasse Baden-Baden Gaggenau wies im Geschäftsjahr 2023 eine Bilanzsumme von 2,28 Mrd. Euro aus und verfügte über Kundeneinlagen von 1,783 Mrd. Euro. Gemäß der Sparkassenrangliste 2023 liegt sie nach Bilanzsumme auf Rang 215. Sie unterhält 15 Filialen/Selbstbedienungsstandorte und beschäftigt 321 Mitarbeiter.

## Sparkassen-Finanzgruppe
Die Sparkasse Baden-Baden Gaggenau ist Teil der Sparkassen-Finanzgruppe und gehört damit auch ihrem Haftungsverbund an. Er sichert den Bestand der Institute und sorgt dafür, dass sie auch im Fall der Insolvenz einzelner Sparkassen alle Verbindlichkeiten erfüllen können. Die Sparkasse vermittelt Bausparverträge der regionalen Landesbausparkasse, offene Investmentfonds der Deka und Versicherungen der SV SparkassenVersicherung. Im Bereich des Leasing arbeitet die Sparkasse Baden-Baden Gaggenau mit der  Deutschen Leasing zusammen. Die Funktion der Sparkassenzentralbank nimmt die Landesbank Baden-Württemberg wahr.

## Gesellschaftliches Engagement
Mit der Durchführung eigener Veranstaltungen wie Konzerten, Kunstausstellungen und Vorträgen engagiert sich die Sparkasse  gesellschaftlich. Außerdem werden kommunale, soziale und kirchliche Einrichtungen und Vereine sowie  gemeinnützige Projekte mit Sach- und Geldspenden, durch Sponsoring und durch die Unterstützung im Rahmen der eigenen Sparkassenstiftung Baden-Baden Gaggenau gefördert.
Im Jahr 2014 kamen der Region so Spenden und Unterstützungsleistungen im Gesamtvolumen von 496.000 € zugute.

## Geschichte
Die Sparkasse Baden-Baden Gaggenau entstand zum 1. Januar 2009 aus der Fusion der Stadtsparkasse Baden-Baden und der Sparkasse Gaggenau-Kuppenheim. Im Jahr 2012 feierte die Sparkasse ihr 175-jähriges Bestehen.